# Chloé (Lefebvre)
Chloé est un tableau du peintre français Jules Lefebvre conservé au Young and Jackson Hotel (en) de Melbourne, en Australie.

## Caractéristiques
Cette huile sur toile de 260 × 139 cm représente une jeune Parisienne debout et dénudée, la jambe gauche légèrement décalée vers l'arrière. Le jeune femme a le bras droit replié, la main touchant le corps au dessus des hanches, la main gauche s'appuyant sur un tissu posé sur un rocher. La tête est de profil et le regard de la jeune femme porte au loin. Le décor est plutôt réduit, rochers, tissu, arbuste. Le fond de la toile de couleur gris-brun est uni.
La jeune fille représente la nymphe Chloé du poème Mnasyle et Chloé d'André Chénier. D’après Jules Lefebvre, son modèle était une ouvrière de Paris, qui avait participé aux combats de la Commune de Paris après la défaite de 1870.

## Histoire
Le tableau a été exposé pour la première fois au salon de Paris en 1875. Il a reçu des prix lors des expositions internationales de 1879 à Sydney et de 1880 à Melbourne, et est acheté par Thomas Fitzgerald, un chirurgien de cette ville. Après sa mort, le tableau est acheté par Henry Figsby Young et, depuis 1909, il est exposé au bar à l'étage du Young and Jackson Hotel, situé en face de la Gare de Flinders Street à Melbourne, en Australie. Les soldats australiens considèrent que cela porte bonheur de boire un verre devant le tableau avant de partir à la guerre, ou viennent y célébrer leur retour vivants.